# Courcerac
Courcerac és un municipi francès situat al departament del Charente Marítim i a la regió de la Nova Aquitània. L'any 2007 tenia 278 habitants.

## Demografia

### Població
El 2007 la població de fet de Courcerac era de 278 persones. Hi havia 128 famílies de les quals 44 eren unipersonals (12 homes vivint sols i 32 dones vivint soles), 52 parelles sense fills i 32 parelles amb fills.
La població ha evolucionat segons el següent gràfic:
Habitants censats

### Habitatges
El 2007 hi havia 150 habitatges, 131 eren l'habitatge principal de la família, 11 eren segones residències i 8 estaven desocupats. 144 eren cases i 5 eren apartaments. Dels 131 habitatges principals, 86 estaven ocupats pels seus propietaris, 39 estaven llogats i ocupats pels llogaters i 6 estaven cedits a títol gratuït; 1 tenia una cambra, 6 en tenien dues, 24 en tenien tres, 34 en tenien quatre i 66 en tenien cinc o més. 109 habitatges disposaven pel capbaix d'una plaça de pàrquing. A 69 habitatges hi havia un automòbil i a 54 n'hi havia dos o més.

### Piràmide de població
La piràmide de població per edats i sexe el 2009 era:
| Homes | Edats   | Dones |
| ----- | ------- | ----- |
| 0     | 95 o +  | 0     |
| 0     | 90 a 94 | 8     |
| 4     | 85 a 89 | 8     |
| 4     | 80 a 84 | 12    |
| 4     | 75 a 79 | 0     |
| 0     | 70 a 74 | 12    |
| 4     | 65 a 69 | 8     |
| 8     | 60 a 64 | 4     |
| 8     | 55 a 59 | 0     |
| 20    | 50 a 54 | 16    |
| 4     | 45 a 49 | 12    |
| 12    | 40 a 44 | 4     |
| 4     | 35 a 39 | 12    |
| 8     | 30 a 34 | 8     |
| 20    | 25 a 29 | 4     |
| 4     | 20 a 24 | 4     |
| 8     | 15 a 19 | 4     |
| 4     | 10 a 14 | 12    |
| 16    | 5 a 9   | 4     |
| 4     | 0 a 4   | 8     |

## Economia
El 2007 la població en edat de treballar era de 175 persones, 137 eren actives i 38 eren inactives. De les 137 persones actives 124 estaven ocupades (63 homes i 61 dones) i 13 estaven aturades (7 homes i 6 dones). De les 38 persones inactives 19 estaven jubilades, 7 estaven estudiant i 12 estaven classificades com a «altres inactius».

### Ingressos
El 2009 a Courcerac hi havia 132 unitats fiscals que integraven 310 persones, la mediana anual d'ingressos fiscals per persona era de 16.171,5 €.

### Activitats econòmiques
Dels 8 establiments que hi havia el 2007, 1 era d'una empresa de fabricació d'altres productes industrials, 2 d'empreses de construcció, 1 d'una empresa de comerç i reparació d'automòbils, 1 d'una empresa d'informació i comunicació, 1 d'una empresa de serveis i 2 d'empreses classificades com a «altres activitats de serveis».
Dels 3 establiments de servei als particulars que hi havia el 2009, 1 era un paleta, 1 guixaire pintor i 1 perruqueria.
L'any 2000 a Courcerac hi havia 15 explotacions agrícoles que ocupaven un total de 513 hectàrees.

## Equipaments sanitaris i escolars
El 2009 hi havia una escola maternal integrada dins d'un grup escolar amb les comunes properes formant una escola dispersa.

## Poblacions més properes
El següent diagrama mostra les poblacions més properes.